# Casa Escaleta II
Casa Escaleta II és una obra de Maials (Segrià) inclosa a l'Inventari del Patrimoni Arquitectònic de Catalunya.

## Descripció
Casa entre mitgeres de planta baixa, dos pisos i golfa, de grans dimensions, de la mateixa època i composició que el núm. 19 del carrer la Vall. Les llindes de les finestres centrals del primer pis són esculpides en relleu de motius florals i geomètrics. Està feta en carreus de pedra regular.

## Història
Actualment la casa està dividida en dues propietats.